# محمد الدهامي
محمد عبد المنعم الدهامي (مواليد 17 يوليو 2000) هو لاعب كرة قدم سعودي لعب في نادي النجمة ونادي الحزم.